# 斯維亞托耶湖 (弗拉基米爾州)
55°22′26″N 40°10′30″E / 55.37389°N 40.17500°E

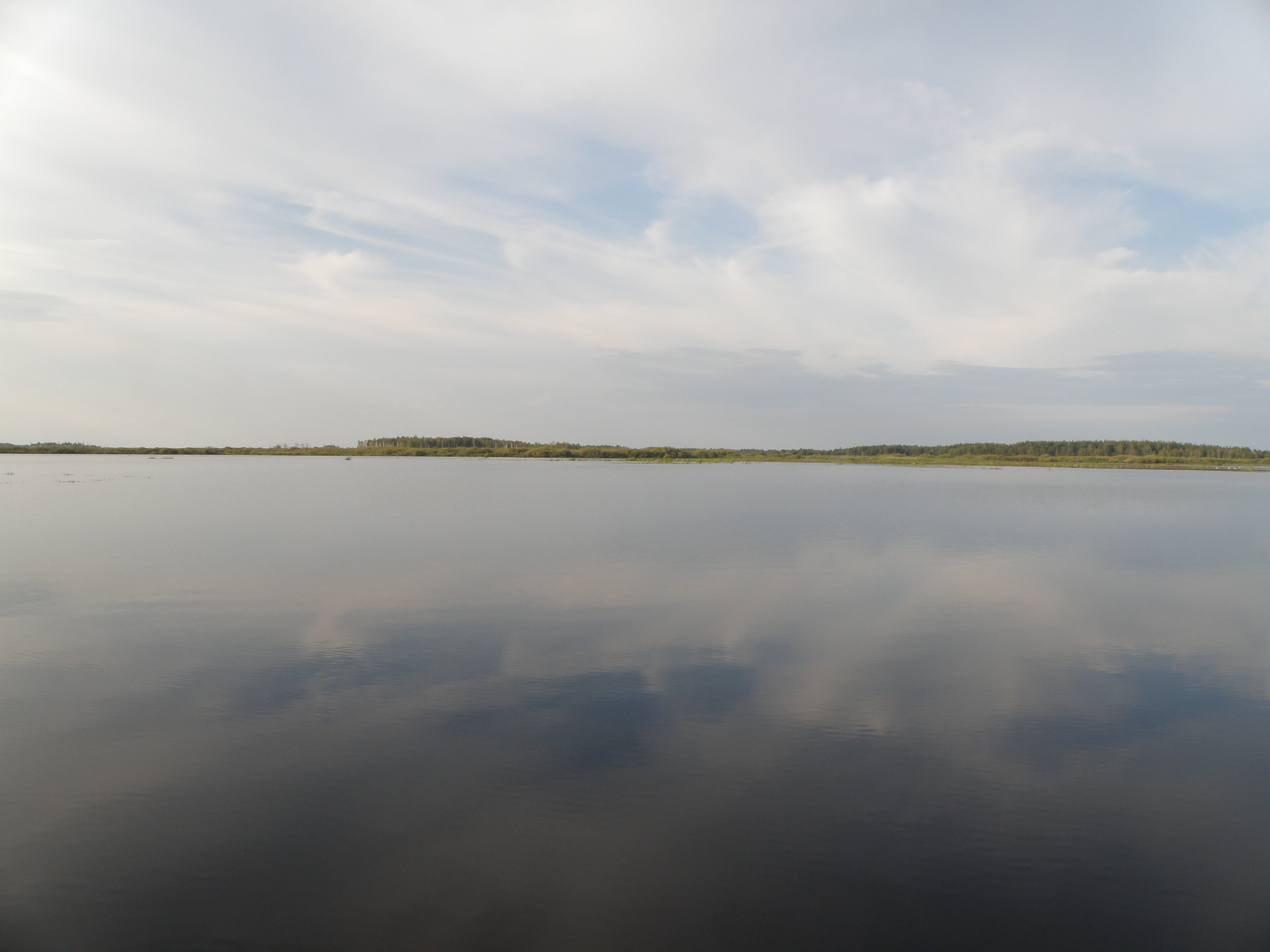

斯維亞托耶湖（俄语：Святое），是俄羅斯的湖泊，位於該國西部，由莫斯科州和弗拉基米爾州負責管轄，長6公里、寬4公里，面積10平方公里，海拔高度112米，最大水深5米。